# Sant Mat
Sant Mat (hindi : संत मत) était un groupe de leaders spirituels qui a acquis une certaine importance dans le nord de l'Inde aux environs du XIIIe siècle. Leur enseignement était orienté vers la Bhakti et un égalitarisme en porte-à-faux avec le système des castes ainsi qu'avec la traditionnelle opposition avec les musulmans. Les caractéristiques partagées avec les autres traditions religieuses de l'Inde font du Sant Mat, selon certaines sources et par la reconnaissance du Sant Mat lui-même des racines partagées[pas clair], plutôt un rassemblement de figures spirituelles qu'une religion distincte.

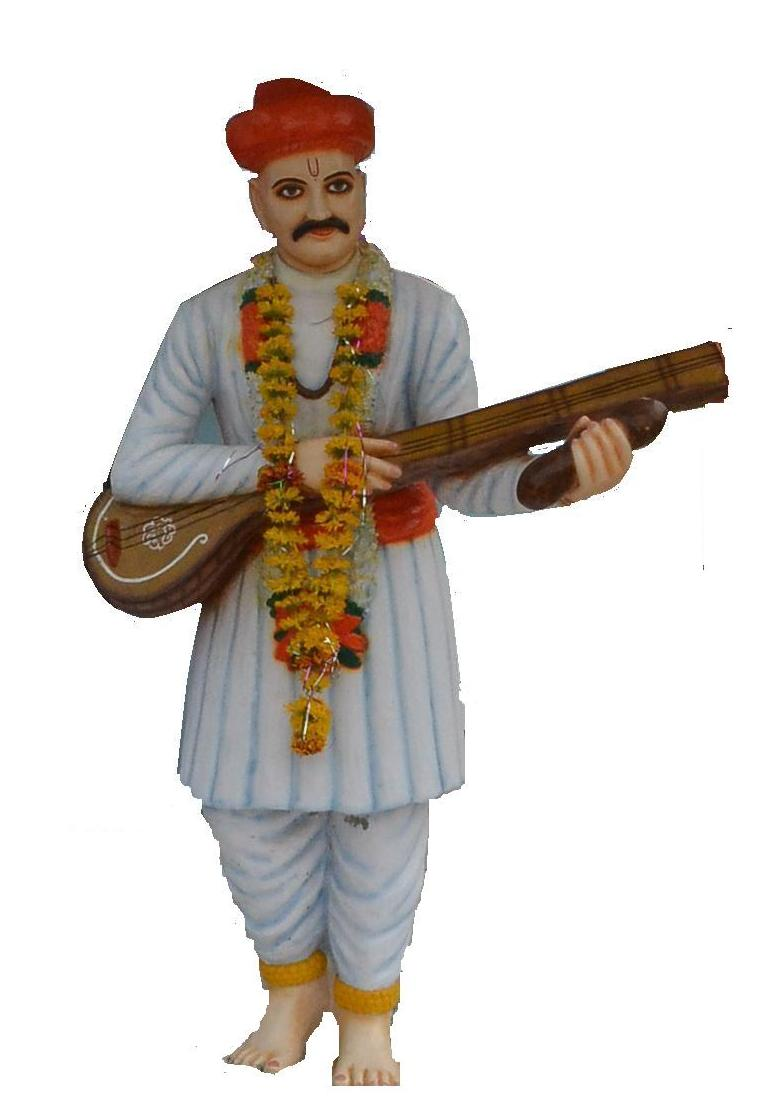
Namdev.

## Sant Mat
Sant Mat signifie « le chemin des saints », « chemin de la vérité » ou « point de vue des saints ».

## Les «saints»
Les premiers « sants » notables furent Namdev et Râmânanda puis, au XVe siècle, Kabîr et Ravidas. Il y eut également Mirabaï, Surdas, Tulsidas et Toukaram.
Les bhajans créés par le Sant Mat sont toujours très populaires dans la tradition indienne.
Selon J. Gordon Melton, Prem Rawat serait issu de la tradition du Sant Mat.